# Нік Горнбі
Нік Горнбі (англ. Nick Hornby; 17 квітня 1957 , Редгіллd, Суррей ) — британський письменник. У своїх творах він часто зачіпає тему сучасної популярної культури; героями його творів часто є молоді люди, що ведуть безцільний спосіб життя. Деякі з його творів («Футбольна лихоманка», «Hi-Fi», «Мій хлопчик») були екранізовані. Автор сценаріїв до мелодрам «Виховання почуттів» (2009) і «Бруклін» (2015), номінованих на премії «Оскар» і BAFTA, а також серіалу «Родинний шлюб» (2019), номінованого на премію «Еммі».

## Життєпис
Горнбі народився 17 квітня 1957 року в місті Редгілл в графстві Суррей неподалік Лондона. Коли йому було 11 років, його батьки розлучилися, і, щоб якось це пережити, Горнбі захопився футболом і став уболівальником лондонського футбольного клубу «Арсенал». Про збережене у нього на все життя почуття вболівальника він розповідає у своїй автобіографічній книзі «Футбольна лихоманка».
Після закінчення мейденхедської граматичної школи Горнбі вивчав англійську літературу в Кембриджському університеті, після чого викладав там англійську мову, зокрема й іноземним студентам. У 1983 році він почав свою кар'єру письменника та журналіста.
Зараз Нік Горнбі живе в районі Гайбері в Північному Лондоні, поблизу стадіону його улюбленої футбольної команди «Арсенал».

## Особисте життя
У 1993 році у Горнбі та його дружини Вірджинії Бовелл народився син Денні. У нього визначили аутизм, після чого Горнбі взяв участь у заснуванні благодійної організації для аутичних дітей Tree House. Їй, зокрема, він пожертвував значну частину доходів від продажу антології «Розмова з ангелом».

### Художні твори
- Hi-Fi / High Fidelity (1995)
- Мій хлопчик / About a Boy (1998)
- Як стати добрим[en] / How to Be Good (2002)
- Довге падіння[en] (2006) / A Long Way Down (2005)
- Слем (роман)[en] / Slam (2007)
- Гола Джульєтта[ru] (2010) / Juliet, Naked: a novel (2009)
- Смішне дівчисько[en] (2015)

### Автобіографічні твори
- Футбольна лихоманка / Fever Pitch (1992)
- 31 пісня[en] / 31 Songs (2003)
- Логорея (збірка)[en] / The Polysyllabic Spree (2004)
- Housekeeping vs. the Dirt (2006)

### Антології
- My Favourite Year: A Collection of Football Writing (1993)
- The Picador Book of Sportswriting (1996)
- Розмова з ангелом / Speaking with the Angel (2000)